# Weststraße 13 (Magdeburg)

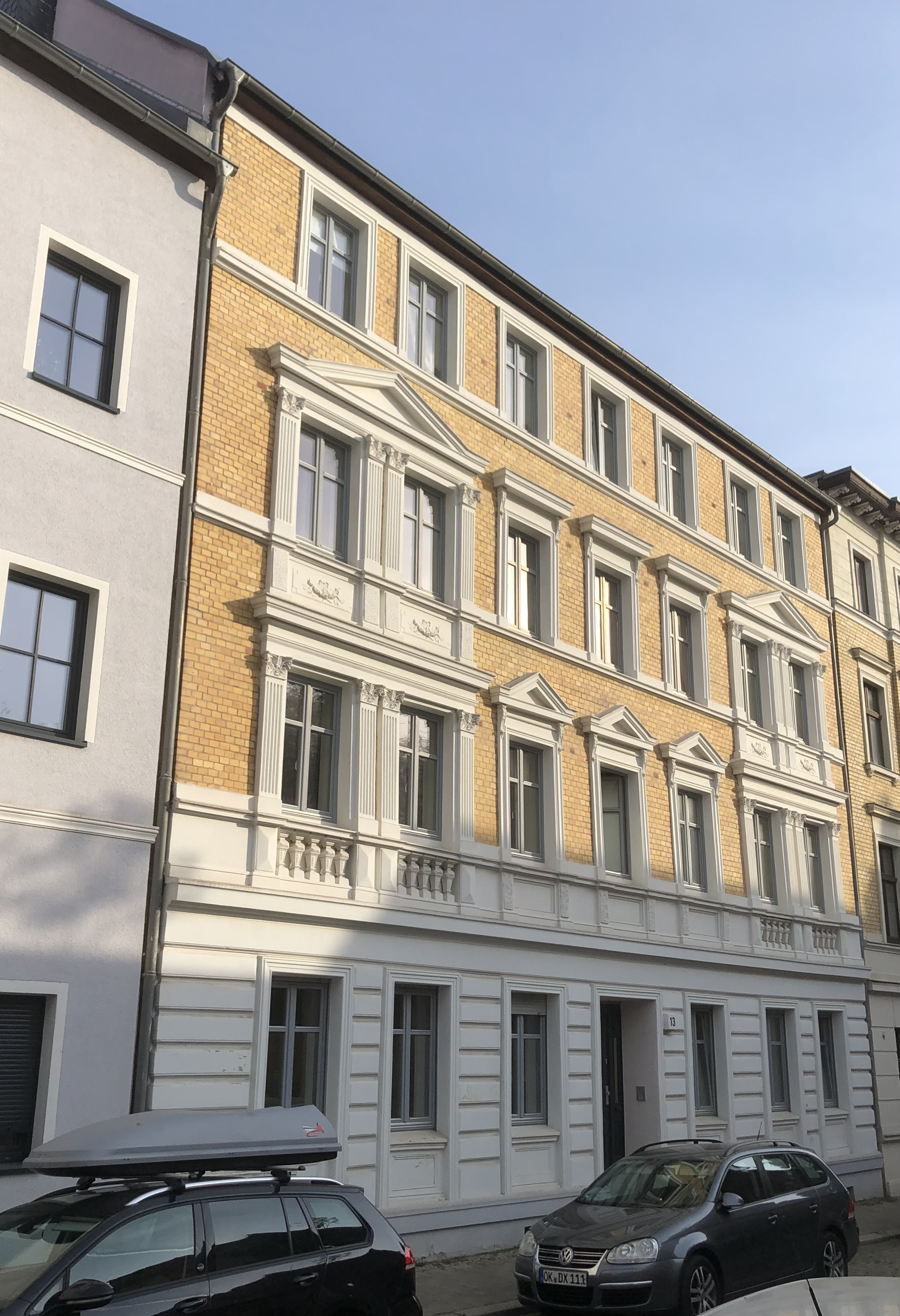
Wohnhaus Weststraße 13 im Jahr 2022

Das Gebäude Weststraße 13 ist ein denkmalgeschütztes Wohnhaus in Magdeburg in Sachsen-Anhalt.

## Lage
Das Haus befindet sich auf der Südseite der Weststraße im Stadtteil Buckau.

## Architektur und Geschichte
Das viergeschossige Gebäude wurde in der Zeit um 1880/1890 errichtet. Die siebenachsige Fassade des Ziegelbaus ist repräsentativ im Stil der Neorenaissance gegliedert. Am Erdgeschoss besteht eine stark ausgebildete Rustizierung. An den oberen Geschossen ist die Fassade ziegelsichtig, wobei eine Gliederung durch Putzelemente erfolgt. Die jeweils beiden äußeren Achsen sind mit Pilaster hervorgehoben und von einem zusammenfassenden Dreiecksgiebel bekrönt, was den Eindruck eines flachen Seitenrisaliten vermittelt.
Anfang des 21. Jahrhunderts stand das Gebäude leer und war sanierungsbedürftig. Etwa in den 2010er Jahren erfolgte dann eine Instandsetzung.
Im örtlichen Denkmalverzeichnis ist das Wohnhaus unter der Erfassungsnummer 094 82609 als Baudenkmal verzeichnet.
Das Gebäude gilt als Beispiel für ein gründerzeitliches Mietswohnhaus im Industrieort Buckau und als bedeutend für die Orts- und Architekturgeschichte.